# Alfred Freddy Krupa
Alfred Freddy Krupa (Karlovac, 1971) és un pintor, fotògraf i teòric de l'art croat, un dels pintors de tinta contemporanis més importants del món.

## Educació
Es va graduar el 1995 a l'Acadèmia de Belles Arts de Zagreb. La seva expressió pictòrica es va centrar inicialment en la rica tradició de l'aquarel·la de Karlovac del segle xx, i sobretot en l'obra del seu avi, un dels aquarelistes croats, iugoslaus i centreeuropeus més importants de la segona meitat del segle xx, Alfred Krupa., amb qui Freddy va entrar al món de l'art.
Però primer durant la seva estada d'estudi al Japó el 1998-1999 i, després, per circumstàncies dramàtiques de la vida (xoc amb el famós poder judicial croata, que el 2019 ocupava el lloc número 126 del món), l'expressió de Freddy va canviar significativament.
La seva estada al Japó va influir en la reducció de la forma de Krupa en l'esperit de la concisió zen, i les circumstàncies dramàtiques de la vida van donar al seu discurs artístic una expressivitat específica, occidental, que dona als treballs recents de Krupa una expressió immediata que no es troba en la pintura tradicional o contemporània amb tinta.

## Pintura
Partint principalment de la monumental pintura a la tinta hakubyou xinesa, amb el pas del temps i la seva maduració artística i vital intercalada per circumstàncies de vida greus i difícils, Alfred Freddy Krupa va crear el seu propi llenguatge visual en què sintetitzava de manera única la concisió d'Orient i l'expressió d'Occident. pintura de tinta mundial contemporània ('New Ink Art Movement').
El fet que a finals de febrer de 2019 Krupa fos inclòs entre els deu principals pintors contemporanis en tinta, com a únic no asiàtic en aquesta llista, parla de la intel·ligibilitat global de la seva autèntica expressió pictòrica, que és un dels majors èxits de La pintura croata des de la independència.

## Consideracions teòriques
A la col·lecció bilingüe anglès-croata d'articles 'Textos / Textos 1994-2017' publicats a San Francisco el 2018, que es van incloure immediatament a les prestatgeries d'algunes de les institucions artístiques més importants del món (Metropolitan Museum of Art Library, Nova York; British Library, Londres; Sackler Library, Oxford, etc.) va publicar les seves reflexions teòriques sobre pintura i art en general, així com les seves experiències i reflexions pràctiques sobre tècniques de pintura a l'aigua (aquarel·la, tinta, taca, vinorel, etc.) en què va millorar contínuament més d'un quart de segle.
A principis del 2020, aquest llibre, en forma esmenada, va experimentar la seva edició croata.